# Loxosceles accepta
Loxosceles accepta là một loài nhện trong họ vioolspinnen (Sicariidae).
Loài này thuộc chi Loxosceles. Loxosceles accepta được miêu tả năm 1920 bởi Chamberlin. Loxosceles accepta is giftig. Ze komt in Peru voor.